# (300145) 2006 VO63
(300145) 2006 VO63 es un asteroide perteneciente al cinturón de asteroides descubierto el 11 de noviembre de 2006 por el equipo del Spacewatch desde el Observatorio Nacional de Kitt Peak, Arizona, Estados Unidos.

## Designación y nombre
Designado provisionalmente como 2006 VO63.

## Características orbitales
2006 VO63 está situado a una distancia media del Sol de 3,124 ua, pudiendo alejarse hasta 3,863 ua y acercarse hasta 2,384 ua. Su excentricidad es 0,236 y la inclinación orbital 2,737 grados. Emplea 2017,10 días en completar una órbita alrededor del Sol.

## Características físicas
La magnitud absoluta de 2006 VO63 es 16,5. 